# Heinrich Hesse (Politiker)
Heinrich Hesse (* 9. April 1827 in Paderborn; † 29. November 1902 ebenda) war ein deutscher Kaufmann und Mitglied des Deutschen Reichstags.

## Leben
Hesse besuchte das Gymnasium in Paderborn und war bis 1883 Kaufmann. In der Folge war er Mitglied des Stadtrats, Beigeordneter, Mitglied des Provinzial-Landtages von 1890 bis 1898, des Kreistages, des Vorstandes der Provinzial-Blindenanstalt und anderer öffentlicher Verwaltungszweige.
Von 1884 bis 1900 war er Mitglied des Reichstages für den Wahlkreis Regierungsbezirk Minden  4 (Paderborn, Büren) und die Deutsche Zentrumspartei. Am 27. Dezember 1900 legte er sein Reichstagsmandat nieder. Von 1889 bis 1898 war er auch Mitglied des Preußischen Abgeordnetenhauses. Von 1893 bis 1902 vertrat er den Wahlkreis Paderborn im Provinziallandtag der Provinz Westfalen.